# Référendums au Mexique
Les référendums d'initiative parlementaire ou populaire sont possibles au  Mexique, dont la constitution augmentée de plusieurs lois fédérales organisent le cadre légal de cette forme de démocratie directe.

## Référendum d'origine populaire

### Législatif ou abrogatif
L'article 35 de la constitution de 1917 permet à la population mexicaine de mettre en œuvre un référendum d'origine populaire, dit Consultation populaire. Ces dernières peuvent avoir un caractère législatif afin de voter sur une proposition de loi, ou bien abrogatif afin au contraire d'en abroger une existante, et ce dans certains des domaines relevant des attributions et des compétences du Congrès de l'Union. La Loi fédérale sur les consultations populaires de 2014 en organise la mise en place.
Les signatures d'au moins 2 % des électeurs inscrits sur les listes électorales doivent pour cela être réunies dans un délai d'un maximum de deux ans. Ce dernier court en effet du mois de septembre de la seconde année du mandat du congrès en exercice, jusqu'au 15 septembre de l'année précédant les élections suivantes, ces dernières ayant lieu tous les quatre ans. En 2018, un total de 89 250 881 électeurs étaient inscrits sur les listes, ce qui équivaut alors à un seuil d'environ 1 785 000 signatures. En pratique, le nombre de signatures à collecter est cependant plus élevé pour pallier le nombre variable de signatures invalides ou en double. Les électeurs peuvent par ailleurs signer plusieurs pétitions à la fois, mais les signatures de ces derniers ne doivent pas représenter plus de 12 % du total. Dans le cas contraire, leurs signatures ne sont validées passé ce quota que pour la première pétition signée.

#### Restrictions et contrôle constitutionnel
Les référendums d'origine populaire ne sont autorisés que dans les domaines relevant du congrès et jugés d' importance nationale, ce que la loi définit comme ayant un impact sur la majeure partie du territoire et la majeure partie de la population du pays. Sont de surcroît exclus les projets portant sur une restriction des droits de l'Homme inscrits dans la constitution, sur l'article 40 définissant le pays comme une république représentative, démocratique, fédérale, libre et souveraine ainsi que sur les sujets relatifs à la loi électorale, au budget de l'État, à l'organisation de la sécurité nationale et à celle de l'armée et de ses opérations. La Cour Suprême de Justice peut être amenée à statuer sur la constitutionnalité de la proposition de référendum si le congrès en fait la demande.

#### Conditions de validité
Le référendum est légalement contraignant. Il n'est cependant considéré comme valide qu'à la condition de recueillir la majorité absolue des suffrages exprimés, ainsi qu'un quorum de participation de 40 % des inscrits. Les Mexicains vivants à l'étranger ne peuvent voter que si le référendum est organisé en concomitance avec les élections fédérales, ce qui peut modifier le total des inscrits concernés. Dans le cas d'un résultat valide, la loi ou l'abrogation de la loi ne peut faire l'objet d'une nouvelle modification dans les trois années suivantes.

### Révocatoire
L'article 35 de la constitution et sa loi d'application, introduits à la faveur du Référendum révocatoire mexicain de 2022 disposent qu'un référendum révocatoire d'origine populaire peut être convoqué à l'encontre du Président à partir de la moitié de son mandat si au moins 3 % du total des inscrits sur les listes électorales en signe la demande au cours d'une période de quatre mois correspondant au mois précédant la fin de la troisième année du mandat présidentiel et aux trois mois suivant celle ci. Le seuil de 3 % des inscrits doit par ailleurs être obtenu dans au moins dix sept des trente et un États et de la capitale fédérale. L'institut national électoral  (INE) est chargé de vérifier la validité des signatures dans les trente jours suivant la demande et, si le seuil requis est atteint, de convoquer le référendum pour le premier dimanche suivant une période de quatre vingt dix jours à partir de l'annonce de validation de la collecte. Le vote est cependant reporté au dimanche suivant si la première date coïncide avec l'organisation de scrutin fédéraux ou locaux,,.

#### Conditions de validité
Pour être validée, la révocation du mandat présidentiel doit réunir la majorité absolue des suffrages exprimés, couplée à un taux de participation au référendum d'au moins 40 % du total des électeurs inscrits sur les listes électorales,.

## Référendums d'initiative parlementaire
Le congrès peut ordonner la tenue d'un référendum à l'initiative du président de la République ou d'un tiers des membres de l'une ou l'autre de ses chambres, à la condition d'en voter le texte à la majorité absolue de chacune des chambres.